# بیک میونگ-سان
بیک میونگ-سان (انگلیسی: Baik Myung-sun؛ زادهٔ ۱۲ فوریهٔ ۱۹۵۶) بازیکن والیبال اهل کره جنوبی است.